# Aeroportul Telida
Aeroportul Telida (IATA: TLF, FAA LID: 2K5) este un aeroport din Yukon-Koyukuk Census Area⁠(d), Unorganized Borough, Alaska, Alaska, Statele Unite ale Americii ce deservește zona Telida⁠(d). Aeroportul a fost tranzitat în 2017 de 40 de pasageri. A fost numit după zona deservită.
Situat la o altitudine de 198 m, aeroportul dispune de 1 pistă.

## Infrastructură

### Piste
Aeroportul dispune de o singură pistă. Pista 02/20 are dimensiunile 1.900 picioare × 40 picioare. 